# Scinax juncae
Der neotropische Froschlurch Scinax juncae gehört zur Familie der Laubfrösche. Innerhalb der Gattung Scinax wird die Art zur Scinax ruber-Klade und zur Scinax ruber-Gruppe gezählt.
Diese Art wurde erst 2010 anhand eines 2007 in der „Reserva Ecológica da Michelin“ (Gemeinde Igrapiúna, Bahia, Brasilien) gesammelten Individuums neu beschrieben. Das Epitheton ehrt Dr. Flora Acuña Juncá für ihre Studien an brasilianischen Amphibien.

## Verbreitung
Die Art ist ein Endemit Südostbrasiliens und bisher nur von drei Fundorten im südlichen Bahia (in den Gemeinden Boa Nova, Jussari und Igrapiúna) und einem Fundort im nordöstlichen Minas Gerais (Gemeinde Salto da Divisa) bekannt. Alle Fundorte liegen zwischen 0 und 400 m ü. NN. Santana et al. (2009) berichteten von einem Neufund und damit verbundener (disjunkter) Erweiterung des bekannten Areals von Scinax auratus in Salto da Divisa. Hierbei handelte es sich aber wohl um eine Fehlbestimmung. Nunes & Pombal Jr. (2010) identifizierten das in Santana et al. (2009) abgebildete Individuum als Scinax juncae.

## Beschreibung
Scinax juncae ist ein mittelgroßer Knickzehenlaubfrosch. Die von Nunes & Pombal Jr. (2010) vermessenen Männchen besitzen eine Kopf-Rumpf-Länge von 23 bis 27,1 mm. Auf der grün-braunen Rückenfärbung besitzt die Art eine Musterung aus dorsolateralen gelblichen Streifen, zudem einen interokularen gelben transversalen Streifen. Der Bauch ist cremefarben, Rücken, Schenkel und Füße schwarz gepunktet, die Innenseiten der Schenkel und die Leisten schwarz marmoriert. Die Iris ist braun-beige. Aus dorsaler Sicht ist die Schnauze rund. Die Schallblase ist flach. Scinax juncae besitzt ein Tuberkel und eine Hautfalte am Fuß. Die vier- bis fünfnotigen Rufer der Männchen unterscheiden die Art ebenfalls von anderen. Bilder und Zeichnungen finden sich in der Erstbeschreibung von Nunes & Pombal Jr. (2010).
Nunes & Pombal Jr. (2010) verglichen die Art mit anderen sympatrischen Knickzehenlaubfröschen der Scinax ruber-Gruppe aus der Mata Atlântica des Tieflandes. Von S. alter, S. auratus, S. cuspidatus, S. eurydice, S. fuscovarius und S. similis lässt sich die Art am besten anhand ihrer charakteristischen Rückenzeichnung und ihres gelben transversalen Interokularstreifens unterscheiden.

## Lebensraum und Ökologie
Scinax juncae lebt in der Mata Atlântica, ist jedoch wohl mehr an offene Lebensräume, d. h. Waldränder, gebunden, da bisher nur männliche Individuen dort während des Rufens aus kleinen Büschen an Teichrändern gefunden wurden. Ansonsten ist über die Art bisher wenig bekannt, z. B. wo sie sich bevorzugt vermehrt und wie ihr Laich und ihre Kaulquappen aussehen.